# Narasak Ittiritpong
Narasak Ittiritpong (Rayong, 30 juli 1983) is een Thais autocoureur.

## Carrière
Ittiritpong begon zijn autosportcarrière in 1997 in het rally in het Thai Rally Championship. Hij reed hier drie jaar, waarbij hij in 1998 kampioen werd. Daarnaast reed hij in deze periode ook in het Thai Rallycross Championship en won de titel in 1998 en 1999. In 2000 maakte hij de overstap naar het circuit in het Thaise GT-kampioenschap en werd tweede in zowel 2000 als 2001. In 2003 keerde hij terug naar het rally, opnieuw in het Thai Rally Championship, en werd tweede voordat hij in 2004 een nieuwe titel behaalde. Na twee jaar zonder competitie keerde hij terug in het rally in 2007 en vierde direct zijn derde kampioenschap.
In 2008 keerde Ittiritpong terug naar de circuits en reed in het Thai Honda Civic Racing Festival, waarbij hij de B-klasse won. In de drie daaropvolgende jaren reed hij in de A-klasse en werd in alle seizoenen kampioen. In 2010 nam hij ook deel aan de Thailand Super Series en werd tweede in de S2000-klasse. In 2013 en 2014 nam hij ook deel aan enkele races in dit kampioenschap als gastrijder. In 2015 reed hij kortstondig in de Thai Honda Jazz Super Cup.
In 2016 keerde Ittiritpong fulltime terug in de GTC-klasse van de Thailand Super Series. Daarnaast maakte hij zijn debuut in het nieuwe TCR Thailand Touring Car Championship voor het team Vattana Motorsport en won de derde race op het Chang International Circuit. Ook reed hij in het raceweekend op Chang in de TCR Asia Series voor Vattana en behaalde een derde plaats in de eerste race. Tevens maakte hij dat jaar zijn debuut in de TCR International Series voor Vattana in een Honda Civic TCR tijdens zijn thuisrace op Chang en werd elfde in de eerste race, terwijl hij in de tweede race de finish niet wist te bereiken.